# Sila (província do Chade)
Sila ou Dar Sila (em árabe: سيلا; Sīlā) é uma das 23 províncias do Chade, sendo Goz Beïda a sua capital.

## História
Dar Sila é o nome do sultanato errante do Dar Sila Daju, um grupo étnico multitribal do Chade e do Sudão. Eles falam o idioma sila, um idioma nilo-saariano. A maioria dos membros desse grupo étnico é muçulmana.

## Geografia
Dar Sila está localizada no sudeste do Chade. Faz fronteira com as províncias de Salamat ao norte, com Uaddaï a sudeste, e com a região de Darfur, no Sudão, a oeste.

## Demografia
O recenseamento do Chade de 2009 indicou uma população de 387 461 habitantes para Sila. Sua capital Goz Beïda, com 41 248 habitantes, é a cidade mais populosa da província e a décima maior do país.